# Schimpansen (Film)
Schimpansen (Originaltitel: Chimpanzee) ist eine Dokufiktion der Regisseure Alastair Fothergill und Mark Linfield von 2012, in der ein Schimpansenjunges namens Oskar im Regenwald der Elfenbeinküste allein ums Überleben kämpft, bis er von einem anderen Schimpansen adoptiert und aufgezogen wird.
Im Verleih von Walt Disney Studios Motion Pictures Germany kam der Film am 9. Mai 2013 in die deutschen Kinos. In den USA lief er am 20. April 2012 an.
Schimpansen ist der sechste Film des Disneynature-Labels, das unter anderem auch Unsere Erde und Im Reich der Raubkatzen veröffentlichte.

## Handlung
Im Regenwald der Elfenbeinküste wächst das Schimpansenjunge Oskar auf. Inmitten seines Clans und geschützt durch seine Mutter lernt er, Werkzeuge zu benutzen, nach Essbarem zu suchen und seine Umgebung zu erforschen. Auf der Suche nach Früchten, die die Schimpansen zum Überleben brauchen, dringt eine rivalisierende Schimpansengruppe um ihren Anführer Scar in das Gebiet von Freddy, dem erfahrenen Alphamännchen von Oskars Clan, ein.
Ein Ausflug führt zu kämpferischen Auseinandersetzungen zwischen den Gruppen. Nach einem dieser Kämpfe wird Oskars Mutter vermisst. Das Schimpansenjunge ist von heute auf morgen auf sich gestellt, womit ihm der sichere Tod droht. Seine einzige Hoffnung: eine Affenmutter zu finden, die ihn adoptiert. Aber alle Mütter mit eigenen Jungen weisen ihn ab. Ohne einen Nahrungslieferanten wird Oskar zusehends schwächer und verzweifelter, bis er vollkommen überraschend von einer Seite Unterstützung erhält, die niemand hat kommen sehen. Freddy nimmt ihn unter seine Fittiche.

## Hintergrund und Produktion
Der Disneynature-Film der Regisseure Alastair Fothergill und Mark Linfield wurde im Taï-Nationalpark im Westen der Elfenbeinküste gedreht. Das Team um die beiden Regisseure und Produzenten drehte im westafrikanischen Regenwald, um die Tiere über mehrere Jahre in ihrer natürlichen Umgebung zu beobachten und zu filmen.
Seit 1980 erforschen Christophe Boesch und sein Team die Lebensweise und Kultur der Schimpansen in diesem Gebiet. Mit seiner Wild Chimpanzee Foundation setzt sich Boesch darüber hinaus für den Erhalt ihres bedrohten Lebensraums ein. Ohne die Unterstützung vor Ort und das wissenschaftliche Know-how des Direktors vom Max-Planck-Institut für evolutionäre Anthropologie in Leipzig wäre der Film so nicht möglich gewesen. Die Primatenforscherin und Friedensbotschafterin der Vereinten Nationen Jane Goodall hat die Produzenten von „Schimpansen“ beraten und unterstützt den fertigen Film. Kritik übte hingegen ein beteiligter Max-Planck-Forscher, nach dem die eher gefühlig-menschelnde Geschichte weitgehend erfunden sei. Das Waisenkind Oskar sei in Wahrheit eine Figur, die von „fünf verschiedenen Schimpansen“ dargestellt werde.
Disneynature wurde im April 2008 gegründet mit dem Ziel, die besten Naturfilmer zusammenzubringen, um die Vielfalt des natürlichen Lebens auf die Leinwand zu bringen. Disneynature setzt damit die Tradition von Walt Disney fort, der selbst ein Pionier des Naturfilms war und zwischen 1949 und 1960 13 „True Life Adventures“ produziert hat.